# Andreas Schnee
Andreas Schnee (* 20. Jahrhundert) ist ein österreichischer Pianist, Komponist und Musikpädagoge.

## Werdegang
Andreas Schnee besuchte das Adalbert-Stifter-Gymnasium (Linz), wo er von Balduin Sulzer in Musiktheorie und Komposition unterrichtet wurde und die Matura ablegte.
Es folgte ein Studium des künstlerischen Hauptfaches „Klavier“ bei Horst Matthäus sowie „Musiktheorie“ und „Kontrapunkt“ bei Helmut Schiff an der Anton Bruckner Privatuniversität (von 1932 bis 2004 „Brucknerkonservatorium“), wo er die staatliche Lehrbefähigung für Klavier (Instrumentalgesangspädagogik, IGP) erhielt.
Ein weiteres Studium für „Religionspädagogik“ absolvierte er an der Philosophisch-Theologischen Fakultät in Linz.
An der Universität Mozarteum in Salzburg folgten Studien in den Fächern „Schulkomposition“ bei Ernst Ludwig Leitner und „Klavier“. Das Lehramtsstudium für Musikpädagogik absolvierte Andreas Schnee mit Auszeichnung, die Diplomprüfungsfächer waren „Komposition/Analyse“ bei Ernst-Ludwig Leitner und „Polyästhetik“ bei Wolfgang Roscher.
Orgelimprovisationsseminare an der Universität für Musik und darstellende Kunst Wien und bei Rupert Gottfried Frieberger im Stift Schlägl vervollständigten die Ausbildung.
Seither absolviert Andreas Schnee zahlreiche solistische und kammermusikalische Auftritte als Pianist bei Liederabenden, Ausschnitten aus Opern, Operetten, Musicals und Jazz. Dabei hat er mit namhaften internationalen Gesangssolisten wie etwa Franz Binder, Valentina Kutzarova, Carmen Barros, Maya Hakvoort, Marta Eggerth, Nik Raspotnik oder Johannes Heesters zusammengearbeitet. Mit verschiedenen Ensembles aus Österreich, Deutschland, Schweiz und Italien tritt er gemeinsam auf und spielt unter Dirigenten wie etwa Franz Welser-Möst, Ernst Ludwig Leitner oder Stefan Engels. Unter seiner Leitung finden regelmäßige Operetten- u. Musicalkonzerte mit dem von ihm 1995 gegründeten „Salonensemble Potpourri“ statt.
Seine kompositorische Tätigkeit umfasst Chor-, Kammer-, Kirchen-, Film- und Ballettmusik sowie eine Jazz-Revue „Es liegt Musik in allen Dingen“. Liedkompositionen, Bearbeitungen für diverse Besetzungen und Orchester-Arrangements für Musicals runden die kompositorische Tätigkeit ab.
Die Tätigkeit als Musikpädagoge übt Andreas Schnee als Musikerzieher am Stiftsgymnasium Wilhering und dem Adalbert-Stifter-Gymnasium Linz aus. Er ist Senior Lecturer (Hochschuldozent) am Mozarteum Salzburg und seit September 2008 Dozent für Korrepetition am Konservatorium Sunrise Studios in Wien.
2018 wirkte er (Orgelcontinuo) bei der Welturaufführung des Osteroratoriums von Michael Stenov in der Pfarrkirche St. Peter in Linz/Spallerhof mit.

## Preise und Auszeichnungen
- Kompositionspreis des Landes Oberösterreich